# Procotyla fluviatilis
Procotyla fluviatilis is een platworm (Platyhelminthes). De worm is tweeslachtig. De soort leeft in of nabij zoet water in Noord-Amerika.
Het geslacht Procotyla, waarin de platworm wordt geplaatst, wordt tot de familie Dendrocoelidae gerekend. De wetenschappelijke naam van de soort werd voor het eerst geldig gepubliceerd in 1857 door Leidy.

## Synoniem
- Dendrocoelum graffi Wilhelmi, 1909[1]
- Dendrocoelum pulcherrimum Girard, 1850
- Procotyla leidyi Girard, 1893